# Josef Janeček
Josef Janeček (* 12. prosince 1952) je český politik, od 90. let 20. století po několik volebních období poslanec České národní rady a Poslanecké sněmovny za KDU-ČSL.

## Biografie
Ve volbách v roce 1990 byl zvolen do České národní rady za platformu KDU (aliance Československé strany lidové a dalších křesťanských skupin). Mandát obhájil ve volbách v roce 1992, nyní již za KDU-ČSL (nástupkyně Československé strany lidové). Zvolen byl za obvod Středočeský kraj. Zasedal ve výboru pro sociální politiku a zdravotnictví.
Od vzniku samostatné České republiky v lednu 1993 byla ČNR transformována na Poslaneckou sněmovnu Parlamentu České republiky. Mandát poslance obhájil ve volbách v roce 1996, volbách v roce 1998 a volbách v roce 2002. V letech 1992-1998 a opětovně v letech 2002-2006 byl místopředsedou výboru pro sociální politiku a zdravotnictví, v letech 1997-1998 předsedou a v letech 1996-1997 a znovu 1998-2006 místopředsedou poslaneckého klubu KDU-ČSL. Zaměřoval se na zdravotnická témata, angažoval se v regulaci tabákové reklamy. V květnu 1997 se jeho jméno objevilo mezi možnými kandidáty KDU-ČSL na nového ministra zdravotnictví.
V komunálních volbách roku 1994 byl zvolen za KDU-ČSL do zastupitelstva města Mladá Boleslav.
V roce 1995 byl zvolen místopředsedou KDU-ČSL v Středočeském kraji. V roce 1998 se již jako předseda poslaneckého klubu KDU-ČSL účastnil za svou stranu vrcholných vyjednávání o nové vládě Josefa Tošovského. V roce 1999 se stal místopředsedou KDU-ČSL. V roce 2001 získal post předsedy středočeské KDU-ČSL. Tuto funkci obhájil roku 2003.
V roce 2006 neobhájil post poslance, následně se jeho jméno objevilo mezi možnými kandidáty na post ministra zdravotnictví v chystané vládě Mirka Topolánka. Ministrem se ovšem nestal. Nadále se angažoval v boji proti cigaretovým výrobkům. Spoluzaložil sdružení Rodiče proti lhostejnosti. V roce 2007 jeho pozice ve straně zeslábla a rezignoval na předsednictví středočeské KDU-ČSL.